# Гарчен Ринпоче
Гарчен Ринпоче (англ. Garchen Rinpoche, род. в 1936) — один из важнейших наставников традиции дрикунг-кагью тибетского буддизма.

## Биография
Его линию инкарнаций можно проследить начиная с Гардампы Чоденгпы, ученика Джигтен Сумгона. Нынешний Гарчен Ринпоче родился в 1936 году в Нангчен, Кам (восточный Тибет). Царь Нангчена взял персональную ответственность за поиски инкарнации Седьмого Гар Тинлей Йонгкьяба. Ринпоче был распознан и интронизирован Дрикунг Кьябгон Шивей Лодро. Под руководством Чиме Дордже Гарчен Ринпоче получил много учений. В возрасте тринадцати лет он получил учения линии дрикунг-кагью от Лхо Тубтена Ньингпо Ринпоче из монастыря Лхо Лункар. Он также получил устную передачу, объяснение и посвящение Махамудры и Шести йог Наропы. Закончив практику нёндро, ушел в трёхлетний ретрит. По окончании затвора во время культурной революции сидел 20 лет в тюрьме, где повстречал Кхенпо Мюнсела, великого ученика знаменитого ньингмапинского ламы Кхенпо Нгагчунга. От Кхенпо Мюнсела он получил учения Дзогчен и практиковал их в тайне. Кхенпо Мюнсел был поражен великими достижениями Ринпоче и сказал про него: «он эманация бодхисаттвы».
В последние годы Гарчен Ринпоче взял на себя ответственность за восстановление всех монастырей Дрикунг Кагью в восточном Тибете, в то же самое время давая глубокие учения линии. Кроме того, Гарчен Ринпоче дал посвящение и передачу (лунг) Ямантаки Его Святейшеству Дрикунг Кьябгону Чецангу Ринпоче, который написал для него молитву долгой жизни. В этой молитве Дрикунг Ринпоче признает Гарчена Ринпоче как великого йога нашего времени в линии дрикунг-кагью.